# Lomatium serpentinum
Lomatium serpentinum là một loài thực vật có hoa trong họ Hoa tán. Loài này được (M.E. Jones) Mathias mô tả khoa học đầu tiên năm 1938.